# 89gy busz (Budapest)
A budapesti 89-es (gyors 89-es) jelzésű autóbusz Kispest, Határ út és Gyál, Bem József utca között közlekedett. A vonalat a Budapesti Közlekedési Zrt. üzemeltette.

## Története
2006. október 1-jén az 54-es, a 94-es és a 294-es viszonylatok kiváltására három gyorsjáratot és egy expresszjáratot indítottak Gyál és Budapest között. 84-es jelzéssel új járat indult, mely Pestszentimre, központtól a Kisfaludy utcán érte el Gyált. A 89-es jelzésű busz a 294-es busz útvonalán járta körbe Gyált. A 94-es busz több megállóban állt meg, illetve új járat indult 94E jelzéssel, mely a 94-es üzemidején kívül közlekedett és kevesebb megállóban állt meg. 55-ös jelzéssel új alapjárat is indult a Boráros tér és Gyál között. Az 54-es busz változatlan maradt.
2008. augusztus 21-étől 89E jelzéssel közlekedik.

## Útvonala
| Gyál, Bem József utca felé | Kispest, Határ út felé |
| --- | --- |
| Kispest, Határ út vá. – Határ út – Nagykőrösi út – Gyál, Kőrösi út – Kolozsvári utca – Bajcsy Zsilinszky utca – Brassói utca – Erdősor utca – Gyál, Bem József utca vá. | Gyál, Bem József utca vá. – Bem József utca – Kőrösi út – Budapest, Nagykőrösi út – Nemes utca – Nagykőrösi út – Határ út – (Távíró köz – Távíró utca – Üllői út – Ferde utca –) Kispest, Határ út vá. |

## Megállóhelyei
| 0                                                             | Kispest, Határ út végállomás                   | 32 | 66, 66, 84, 94, 94E, 99, 123, 154, 154A, 154B, 194 42, 50, 52 Helyközi buszok Távolsági járatok |
| Ezt a megállót csak munkanapokon 6 és 9 óra között érintette. |                                                |    |                                                                                                 |
| ∫                                                             | Távíró utca                                    | 30 | 81, 84, 123                                                                                     |
| 3                                                             | Nagykőrösi út (↓) Nagykőrösi út (Határ út) (↑) | 28 | 48, 54, 55, 66, 84, 94, 94E, 123, 154, 154A, 154B 3, 52                                         |
| 7                                                             | Nagysándor József utca (↓) Hunyadi utca (↑)    | 25 | 51, 54, 55, 84, 94, 99, 151, 154, 154A, 154B Helyközi buszok                                    |
| 9                                                             | Kéreg utca (↓) Vas Gereben utca (↑)            | 23 | 54, 55, 68, 84, 94, 154, 154A, 154B                                                             |
| 10                                                            | Fiume utca                                     | ∫  | 54, 55, 84, 94, 154, 154A, 154B Helyközi buszok                                                 |
| ∫                                                             | Használtcikk piac                              | 21 | 54, 55, 84, 94, 154, 154A, 154B                                                                 |
| 13                                                            | Szentlőrinci út                                | 19 | 19, 54, 55, 84, 94, 94E, 254                                                                    |
| 14                                                            | Kamiontelep                                    | 18 | 54, 55, 84, 94                                                                                  |
| 16                                                            | Zöldségpiac                                    | 16 | 54, 55, 84, 94                                                                                  |
| 17                                                            | Hunyadi János utca (↓) Kettős-Körös utca (↑)   | 15 | 54, 55, 84, 94 Pestszentimre felső                                                              |
| 18                                                            | Bethlen Gábor utca (↓) Arany János utca (↑)    | 14 | 54, 55, 84, 94                                                                                  |
| 19                                                            | Eke utca                                       | 13 | 54, 55, 84, 94                                                                                  |
| 21                                                            | Pestszentimre, központ                         | 12 | 35, 54, 55, 84, 94, 94E, 135, 166, 254 Pestszentimre                                            |
| 22                                                            | Csolt utca                                     | 10 | 55, 94, 94E                                                                                     |
| 23                                                            | Ár utca (↓) Paula utca (↑)                     | 9  | 55, 94, 94E                                                                                     |
| 24                                                            | Kalász utca                                    | 8  | 55, 94, 94E                                                                                     |
| Budapest–Gyál közigazgatási határa                            |                                                |    |                                                                                                 |
| 25                                                            | Gyál felső, MÁV-állomás                        | 6  | 55, 94, 94E Gyál felső                                                                          |
| 27                                                            | Bajcsy-Zsilinszky utca                         | ∫  |                                                                                                 |
| 28                                                            | Erdősor utca                                   | ∫  |                                                                                                 |
| 29                                                            | Bacsó Béla utca                                | ∫  |                                                                                                 |
| 30                                                            | Toldi Miklós utca                              | ∫  |                                                                                                 |
| 32                                                            | Kisfaludy Sándor utca                          | ∫  |                                                                                                 |
| ∫                                                             | Ady Endre utca                                 | 5  | 55, 94, 94E Helyközi buszok                                                                     |
| ∫                                                             | Somogyi Béla utca                              | 4  | 55, 94, 94E Helyközi buszok                                                                     |
| ∫                                                             | Bocskai István utca                            | 2  | 55, 94, 94E Gyál                                                                                |
| 33                                                            | Gyál, Bem József utca végállomás               | 0  |                                                                                                 |